# Hemiceras eustalhia
Hemiceras eustalhia är en fjärilsart som beskrevs av William Schaus 1928. Hemiceras eustalhia ingår i släktet Hemiceras och familjen tandspinnare. Inga underarter finns listade i Catalogue of Life.